# Зламані
«Зламані» (англ. Broken) — британська драма режисера Руфуса Норріса, що вийшла 2012 року.
Продюсуванням картини також зайнялися Таллі Ґарнер, Білл Кенрайт і Діксі Ліндер. Прем'єра фільму відбулася 17 травня 2012 року у Франції на «Каннському кінофестивалі». В Україні прем'єра відбулась 22 листопада 2012 року.

## Сюжет
| Дівчиську на прізвисько Смердючка - 11 років. У неї діабет. Вона - класна. Тільки почалися літні канікули, і дні її повні легких надій. Але після того, як вона стає свідком страшного інциденту між сусідом з будинку навпроти і своїм другом Ріком, її наївний світ стрімко руйнується. |

## У ролях
| Актор                      | Персонаж                         | Роль                                                |
| -------------------------- | -------------------------------- | --------------------------------------------------- |
| Елоїза Лоуренс Лілі Джеймс | Смердючка (англ. Skunk)          | 11-річна дівчинка, діабетик подорослішавша дівчинка |
| Тім Рот                    | Арчі (англ. Archie)              | батько Смердючки                                    |
| Зана Мар'янович            | Кася (англ. Kasia)               | помічниця по господарству                           |
| Кілліан Мерфі              | Майк (англ. Mike)                | хлопець Касі                                        |
| Роберт Еммс                | Рік (англ. Rick)                 | юнак, що живе із батьками по сусідству              |
| Рорі Кіннір                | містер Освальд (англ. Mr Oswald) | ще один сусід                                       |
| Нелл Тайґер Фрі            | Анна (англ. Anna)                |                                                     |
| Ліно Фасіоль               | Стівен (англ. Stephen)           |                                                     |

## Критика
Фільм отримав загалом позитивні відгуки від Internet Movie Database — 7,3/10 (801 голосів), Rotten Tomatoes дав оцінку 80 % на основі 5 відгуків від критиків і 96 % від глядачів.